# Assassinats a Ais de Provença
Assassinats a Ais de Provença (títol original en francès, Meurtres à Aix-en-Provence) és un telefilm francès, de la col·lecció Assassinats a.... Escrit i dirigit per Claude-Michel Rome, es va estrenar a Suïssa el 4 de novembre de 2016 a RTS Un. Es va emetre per primera vegada a Bèlgica el 6 de novembre a La Une i a França el 13 de maig de 2017, a France 3. S'ha doblat al català.
El rodatge es va dur a terme des del 9 de març al 5 d'abril de 2016, a Ais de Provença i els voltants, en particular al mont Venturi, Gardana, al cors Mirabèu i a la place des Quatre-Dauphins. L'església de la Magdalena d'Ais de Provença va servir d'escenari per a les escenes que suposadament tenien lloc a la catedral de sant Salvador.